# Supranówka
Supranówka (ukr. Супранівка) – wieś na Ukrainie w rejonie tarnopolskim obwodu tarnopolskiego. W okresie II Rzeczypospolitej leżała w gminie Podwołoczyska powiatu skałackiego województwa tarnopolskiego.
Znajduje się tu przystanek kolejowy Supranówka, położony na linii Odessa – Lwów.
Do 2020 w rejonie podwołoczyskim.

## Dwór
- jednopiętrowy dwór wybudowany w stylu klasycystycznym istniał do 1939 r.[3]